# 고든 무어
 고든 얼 무어(Gordon Earle Moore, 1929년 1월 3일 ~ 2023년 3월 24일)는 인텔의 공동창립자이자 명예회장이다. 무어는 1965년 4월 19일에 출판된 일렉트로닉스 매거진의 기사에 무어의 법칙을 발표하였다.

## 개요
무어는 (1929년 1월 3일에) 미국 캘리포니아주 샌프란시스코에서 태어났지만, 무어의 가족은 무어가 성장한 페스카데로에서 생활했다. 무어는 1950년에 캘리포니아 대학교 버클리에서 화학 학사 학위를 받았고 1954년에 캘리포니아 공과대학교에서 화학과 물리학박사를 받았는데 버클리에서 공부하기 이전에, 무어는 샌어제이 주립 대학교에서 2학년까지 다녔으며 미래에 결혼할 베티를 만났다.

## 생애
무어는 캘텍동문 윌리엄 쇼클리와 벡맨 인스트루먼트의 쇼클리 세미컨턱터 래버러토리 부서에서도 취직했지만, "배신자 8인"과 함께 퇴사하였다. 당시에 셔먼 페어차일드가 배신자 8인을 고용하여 강력한 페어차일드 세미컨덕터 사를 창설하는 데 동의했었다.
무어는 집적회로 설계의 선구자가 되기 이전에 20년 동안 실리콘 밸리에서 첫 번째 붐을 일으켰다. 고든 무어는 1968년 7월에 인텔을 공동창립했다. 1975년에 사장 및 최고경영자가 되기 이전까지 부사장으로 근무하였다. 1979년 4월에, 무어 박사는 이사회의 회장 및 최고경영자가 되었다. 후임 최고경영자는 1987년 4월에 앤드루 그로브로 내정되었지만, 고든 무어는 이사회의 회장으로 계속 남아있었다. 고든 무어는 1997년에 은퇴하여 명예회장이 되었다.
2001년에, 무어와 베티는 6억 달러를 캘텍에 기부하였다. 무어의 기부는 캘텍이 받은 기부금 중 가장 큰 액수였다. 고든 무어는 기부금이 캘텍에서 연구와 기술의 발전에 큰 도움이 되길 바란다고 말했다. 무어는 1994년부터 2000년까지 캘텍 이사회의 회장이었고 지금도 이사 중 한 명이다. 2003년에, 고든 무어는 미국 과학 진흥 협회의 회원으로 뽑혔다.
캘텍은 (1996년에) 무어 실험실을 건립했다. 이후에 케임브리지 대학교 수학센터의 도서관은 베티와 고든 무어로 명명되었다.
고든 무어는 아내와 고든 앤 베티 무어 재단을 설립하였다.

## 참조
1. ↑  “Gordon Moore”. 《Forbes》. 2021년 10월 25일에 확인함.

## 같이 보기
- 무어의 법칙
- 억만장자 목록